# Eosphoropteryx thyatyroides
Eosphoropteryx thyatyroides är en fjärilsart som beskrevs av Achille Guenée 1852. Eosphoropteryx thyatyroides ingår i släktet Eosphoropteryx och familjen nattflyn. Inga underarter finns listade i Catalogue of Life.